# بی گناهی (فیلم ۲۰۰۴)
بی گناهی (انگلیسی: Innocence) فیلمی در ژانر درام و نمایش کرامات به کارگردانی لوسیل هادزیالیلوویک است که در سال ۲۰۰۴ منتشر شد. از بازیگران آن می‌توان به ماریون کوتیار، کورین مارشان، الن دو فوژرول و سونیا پتروونا اشاره کرد.